# Utilisateur final
Pour les articles homonymes, voir Utilisateur final (homonymie).
 (mai 2016).
Si vous disposez d'ouvrages ou d'articles de référence ou si vous connaissez des sites web de qualité traitant du thème abordé ici, merci de compléter l'article en donnant les références utiles à sa vérifiabilité et en les liant à la section « Notes et références ».

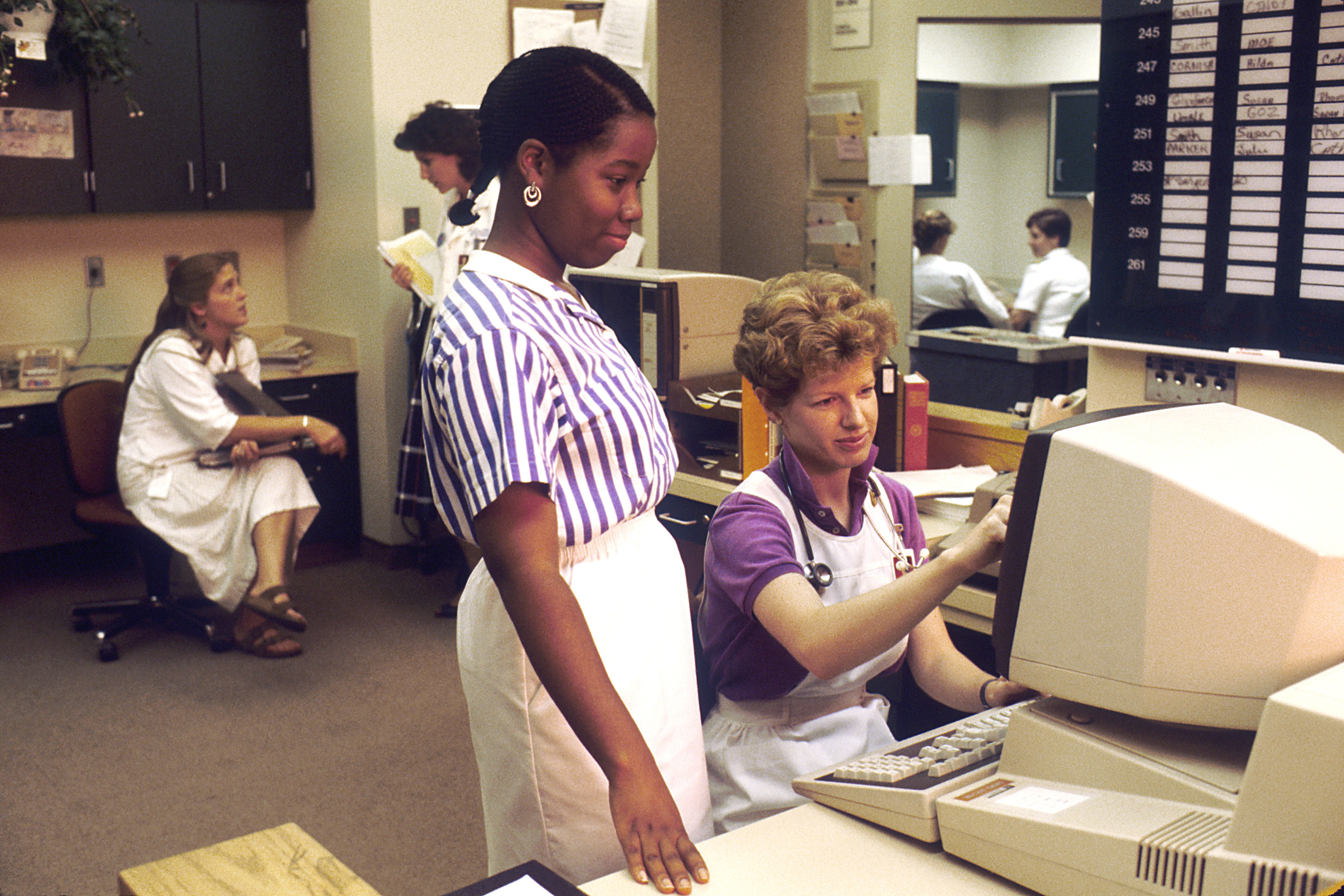
Infirmières utilisant un logiciel informatique aux États-Unis en 1987.

En informatique, dans le cadre du développement d'un logiciel, l'utilisateur final est la personne qui va utiliser ledit logiciel.

## Problèmes posés par la notion d'utilisateur final en informatique
Les développeurs peuvent avoir de la peine à comprendre les besoins de cet utilisateur. Ceci peut s'expliquer de plusieurs manières :
- Les développeurs connaissent le fonctionnement du logiciel, alors que les utilisateurs finaux non spécialistes le considèrent généralement comme une boîte noire, système fermé dont les rouages leur sont inconnus ;
- les utilisateurs peuvent être rebutés par l'abondance de documentation, ou par l'absence de réelle approche pédagogique dans celle-ci ;
- les utilisateurs ont parfois du mal à réaliser les efforts nécessaires à la migration depuis un outil A à un outil B. L'habitude de travailler sur un logiciel, même technologiquement dépassé, peut s'avérer difficile à perdre, surtout si les compétences techniques de l'utilisateur sont faibles ;
- le langage spécialisé d'un développeur diffère nettement du langage spécialisé d'un utilisateur — la notion de langue usuelle, générale ou courante, pouvant, selon certains linguistes, n'être qu'une utopie[réf. nécessaire] ;
- sachant que le développement nécessite un temps considérable, le développeur peut parfois refuser de remettre en question son travail ou de réaliser certaines modifications trop « chronophages » ;
- l'utilisateur n'a que rarement une idée formelle de ce qu'il veut, tandis qu'un système informatique (au sens large ou non) est presque toujours formel[réf. nécessaire] ;
- l'utilisateur peut éprouver des besoins contradictoires auxquels un seul et même logiciel ne saurait répondre ;
- bien que le travail de conception du développeur puisse être inadapté aux besoins de l'utilisateur final, il peut lui arriver de ne pouvoir se détacher suffisamment de son travail pour le reconsidérer et éventuellement le modifier en conséquence.

## Conséquences juridiques
Se déclarer utilisateur final d'un bien, c'est moralement accepter le processus ayant conduit à la création de ce bien et accepter toutes les conséquences liées à la « vie » et à la « mort » du bien en question — dans le cas d'un bien et donc d'un logiciel, au sens de la propriété intellectuelle, l'utilisateur final accepte toutes les clauses d'une éventuelle licence. Ce type d'accord est généralement signé numériquement lors de l'installation d'un nouveau programme, c'est le End User Licence Agreement (EULA), littéralement « accord de licence d'utilisateur final ».

## Sécurité informatique et cryptographie
En matière de sécurité informatique et en cryptographie, on considère l'utilisateur final par rapport à sa « légitimité », dans l'hypothèse d'un problème éthique ou légal.
En conséquence, l'utilisateur final peut être soit l'utilisateur légitime du logiciel, donc le signataire de la licence, soit l'usager d'un algorithme adversaire utilisé pour insérer une porte dérobée dans ledit logiciel de manière à en faire un usage détourné. Dans certains cas, l'utilisateur final peut être le développeur du logiciel lui-même, si c'est celui-ci qui a installé une porte dérobée dans son programme dès sa conception, dans un but malveillant.
Ce type d'ajout caché au sein du code peut par exemple prendre la forme d'un spyware, programme destiné à récolter des informations, confidentielles ou non, sans que l'utilisateur en soit averti. Les spywares peuvent constituer un élément du système d'information mercatique d'une entreprise, en permettant de récolter des informations sur les prospects ou clients. Il peut s'agir, entre autres, de cerner la catégorie socio-professionnelle en repérant les principaux centres d'intérêt d'un utilisateur.